# Amt Heringen
Das Amt Heringen war eine territoriale Verwaltungseinheit im gemeinsamen Besitz der 1710 in ein reichsunmittelbares Fürstentum umgewandelten Grafschaft Schwarzburg-Rudolstadt und der Grafschaft Stolberg-Roßla.
Bis zur Abtretung an Preußen 1815 bildete es als Amt unter der Oberherrschaft des Kurfürstentums Sachsen den räumlichen Bezugspunkt für die Einforderung landesherrlicher Abgaben und Frondienste, für Polizei, Rechtsprechung und Heeresfolge.

## Geographische Lage
Das Gebiet des Amts Heringen befand sich in der Goldenen Aue, zwischen Südharz und Windleite. Es wurde von der Helme durchflossen.
Das Amtsgebiet liegt heute im Landkreis Nordhausen, Thüringen. Es grenzt heute im Osten an Sachsen-Anhalt, welches auch die historische Grenze zum Amt Kelbra war.

## Angrenzende Verwaltungseinheiten
Das Amt Heringen gehörte gemeinschaftlich zur nordöstlich liegenden Grafschaft Stolberg-Roßla und der südöstlich liegenden Unterherrschaft des Fürstentums Schwarzburg-Rudolstadt. Es war mit diesen territorial nur über das ebenfalls gemeinschaftlich verwaltete Amt Kelbra verbunden. 
| Freie Reichsstadt Nordhausen                              | Kurfürstentum Hannover (Exklave Ilfeld, ehem. Amt Hohnstein) | |
| Königreich Preußen (Exklave ehem. Grafschaft Klettenberg) | Kompassrose, die auf Nachbargemeinden zeigt                  | Amt Kelbra (gemeinsamer Besitz des Fürstentums Schwarzburg-Rudolstadt und der Grafschaft Stolberg-Roßla) |
| Kurfürstentum Sachsen (Amt Weißensee, Exklave Großfurra)  | Fürstentum Schwarzburg-Sondershausen (Unterherrschaft)       | |

## Geschichte

### Grafen von Hohnstein
Im Jahr 1155 erfolgte die erste urkundliche Erwähnung des Ortes Heringen in einer Urkunde des Klosters Fulda, gelegen an der alten Heerstraße Merseburg–Nordhausen. Heringen war zuerst im Besitz der Grafen von Beichlingen. Graf Friedrich IV., Stifter der Linie Beichlingen-Rothenburg und Burggraf von Kyffhausen, verkauft um 1300 Heringen an Graf Heinrich III. von Hohnstein. Nach 1330 teilten Heinrich IV. und sein Vetter Dietrich IV. ihre Erblande und so wurde letzterer Stifter der Linie Hohnstein-Heringen.
Die ehemalige Wasserburg Heringen wurde um 1330 von Graf Dietrich IV. von Hohnstein südlich der Helme gebaut. Mit ihr sicherte man einen Flussübergang. Die von Graf Dietrich IV. verliehenen Stadtrechte besaß Heringen mindestens seit 1327, da es in jenem Jahr im Walkenrieder Urkundenbuch als Stadt erwähnt wurde.
1373 teilten die Linien Hohnstein-Kelbra-Heringen und Hohnstein-Lohra-Klettenberg die Grafschaft untereinander auf, wobei die Stammgrafschaft mit der gleichnamigen Burg weiter gemeinsamer Besitz bleiben sollte.
Im Fleglerkrieg 1412 wurde ein Teil der Herrschaft zerstört und letztlich der Untergang der Hohnsteiner eingeleitet. Als Dietrich IX. Graf zu Hohnstein (Linie Hohnstein-Kelbra-Heringen) im Jahr 1417 ohne männliche Nachkommen starb, fielen Schloss, Stadt und Amt Heringen als Lehen der wettinischen Landgrafen von Thüringen den Erben Graf Botho, Herr zu Stolberg und Graf Heinrich von Schwarzburg, Herr zu Arnstadt und Sondershausen, einerseits und den Geschwistern des Grafen Dietrich, Lutradis, Ehefrau des Heinrich VII von Gera und Lobenstein und Elisabeth, Ehefrau des Gottschalk zu Plesse andererseits zu je einem Viertel zu.
1432 und 1439 verkauften die Neffen Dietrichs IX. von Hohnstein-Heringen, Heinrich Reuß von Gera und Gottschalk von Plesse, ihre Anteile an Heringen ebenfalls an die Grafen von Schwarzburg und die Grafen zu Stolberg, die nun gemeinsam mit Stadt und Amt Heringen belehnt wurden. 
Mit dem neuen Lehnsbrief der sächsischen Herzöge Friedrich und Wilhelm vom Januar 1440 endet das Zeitalter der Hohnsteiner in der Goldenen Aue.
Die nächsten 100 Jahre sind geprägt durch die geteilten Herrschaftsverhältnisse und die Randlagen der Goldenen Aue in den jeweiligen Herrschaftsgebieten der Grafen. Die Schwarzburger bauten ihre Residenzen in Sondershausen und Frankenhausen aus, die Stolberger die Residenz in Stolberg.

### Wettiner, Stolberger und Schwarzburger
Seit der Leipziger Teilung im Jahr 1485 lag die Landeshoheit über das Amt Heringen bei der albertinischen Linie der Wettiner, deren Besitzungen nach der Wittenberger Kapitulation 1547 zum Kurfürstentum Sachsen erhoben wurden.
Die Grafen zu Stolberg kamen ab 1554 in große finanzielle Nöte, weshalb sie sich 20.000 Goldgulden von Schwarzburgern liehen und dafür ihren Anteil am Amt Heringen verpfändeten.
Graf Wilhelm von Schwarzburg, Sohn des Grafen Günther XL., welchem 1560 Frankenhausen als Wohn- und Residenzort zugewiesen wurde, veranlasste eine Besitzteilung mit seinen beiden Brüdern. 1570/71 erhielt er die Alleinherrschaft in Frankenhausen und den Ämtern Heringen und Kelbra sowie Straußberg. 1592/1593 ging die stolbergische Hälfte der Ämter pfandweise und für Stolberg  wiederkäuflich in den Besitz des Grafen Wilhelm von Schwarzburg über. Durch die hohe Schuldensumme gelang es dem Haus Stolberg nicht, ihren Anteil wieder einzulösen.
Graf Wilhelm I., Herr zu Schwarzburg-Frankenhausen verstarb 1598 kinderlos, wodurch die Herrschaft Schwarzburg-Frankenhausen erlosch. Amt und Schloss Heringen gehörten seitdem zur Grafschaft Schwarzburg-Rudolstadt, Unterherrschaft Frankenhausen. Nachdem die Grafschaft Schwarzburg-Rudolstadt im Jahr 1710 zum reichsunmittelbaren Fürstentum erhoben wurde, erlosch die Oberhoheit des Kurfürstentums Sachsen über die Unterherrschaft Schwarzburg-Rudolstadt mit Ausnahme der Ämter Kelbra und Heringen.
Der stolbergische Anteil am Amt, welcher sich als Pfand bei den Grafen von Schwarzburg-Rudolstadt befand, kam nach der Teilung der Grafschaft Stolberg im Jahr 1706 an die Grafschaft Stolberg-Roßla.
Im 17. Jahrhundert geriet das Schloss Heringen mehr und mehr in Vergessenheit. Der letzte Repräsentant besuchte 1721 das Schloss, es war Friedrich Anton Fürst von Schwarzburg. Die Residenz wandelte sich in eine landwirtschaftliche Domäne um.
Der Ort Leimbach wurde 1717 der benachbarten Exklave der Landdrostei Hildesheim um den Ort Ilfeld des Kurfürstentums Hannover zugeordnet.

### Preußen
In Folge der Niederlage des 1806 zum Königreich ernannten Sachsen wurden auf dem Wiener Kongress im Jahr 1815 Gebietsabtretungen beschlossen, was u. a. alle unter Oberherrschaft von Sachsen stehenden Gebiete in Thüringen betraf. Die Landeshoheit über die Ämter Heringen und Kelbra wurde an das Königreich Preußen abgetreten.
1816 wurde ein Staatsvertrag zwischen dem Königreich Preußen und dem Fürstentum Schwarzburg-Rudolstadt abgeschlossen. Durch Einlösung des Stolberger Anteils gingen alle Rechte auf das Amt auf Preußen über und Schwarzburg-Rudolstadt erhielt eine Abfindung. Schloss und Domäne Heringen waren nun Besitz des Königs von Preußen. Heringen mit seinem Amt wurden dem Kreis Sangerhausen im Regierungsbezirk Merseburg der preußischen Provinz Sachsen angegliedert.
1836 erreichte der Graf von Stolberg–Stolberg die Übertragung des Amtes Heringen nebst Schloss und Domäne von Preußen gegen Erstattung der Einlösesumme in Höhe des Betrages, den Preußen an die Schwarzburger gezahlt hat. Preußen behielt jedoch die Landeshoheit.

## Zugehörige Orte
Städte
- Heringen mit dem Schloss Heringen

Dörfer
- Auleben mit der Abgunst
- Bielen
- Görsbach
- Hain
- Hamma
- Leimbach (kam 1717 zur Exklave Ilfeld des Kurfürstentums Hannover)
- Steinbrücken
- Sundhausen
- Uthleben
- Windehausen

## Amtleute
- Peter von Rosenau, 1500/05 Amtmann